# فيكتور مارتينز
فيكتور مارتينز (بالفرنسية: Victor Martins)‏ هو سائق سباق فرنسي، ولد في 16 يونيو 2001 في إيسون في فرنسا.

## وصلات خارجية
- فيكتور مارتينز على موقع DriverDB.com (الإنجليزية)